# 김아현 (가수)
김아현(1992년 12월 30일 ~)은 대한민국의 가수다. 2014년 자작곡 《괜찮아》로 데뷔했다.

## 방송
- K팝스타 3 (2013) - Top10

## 음반
- 괜찮아 (2014)
- 그대 잠든 사이 (2016)
- 연애도 고칠 수 있나요 (2017)
- 피어나 (Love Your Glow) OST - Part.3 (2018)
- 넌 나에게 견딜 수 없는 마음이 되어 (2019)
- 수수께끼 (2019)
- MOLA (2020)
- 이불 속에서 (2020)
- GOYA (2020)
- FAIRYTALE (2020)
- Paradise Vol.1 (2020)
- 나무 (2021)
- Every you, in Every moment (2021)

### 썸띵
- K팝 스타 시즌3 배틀오디션 Part.2 (2014)
- K팝 스타 시즌3 TOP10 Part.2 (2014)